# John Karna
Pour les articles homonymes, voir Karna.
John Karna est un acteur américain né le 18 novembre 1992 à Houston dans le Texas. Il est principalement connu pour son rôle de Noah Foster dans la série Scream.

## Biographie
John Karna commence sa carrière d'acteur en 2012 dans Bindlestiffs. En 2014, il joue aux côtés de Alan Tudyk dans Premature où il incarne le personnage principal. Depuis 2015, John retrouve Carlson Young de Premature dans la série Scream diffusé aux États-Unis sur la chaîne MTV et disponible sur la plateforme Netflix en France dans le rôle de Noah Foster. En 2016 il a un rôle dans Lady Bird de Greta Gerwig.

## Filmographie

### Télévision
- 2014 : Modern Family : Alec
- 2014 : New York, unité spéciale : Holden March
- 2014 : The Neighbors : Hank
- 2015 - 2016 : Scream : Noah Foster (23 épisodes)
- 2017: Chicago Fire : Alan  (saison 5 épisode 5)

### Cinéma
- 2012 : Bindlestiffs de Andrew Edison : John Woo
- 2014 : Premature de Dan Beers : Rob Crabbe
- 2015 : Sugar Mountain de Richard Gray : Josh Miller
- 2017 : Lady Bird de Greta Gerwig

## liens externes
- Ressources relatives à l'audiovisuel :   - AllMovie
  - Allociné
  - IMDb